# Raión de Semiluki
El raión de Semiluki (ruso: Семилу́кский райо́н) es un distrito administrativo y municipal (raión) ruso perteneciente a la óblast de Vorónezh. Se ubica en el noroeste de la óblast. Su capital es Semiluki.
En 2021, el raión tenía una población de 67 368 habitantes.
El raión limita al oeste con la óblast de Kursk y al noroeste con la óblast de Lípetsk. El sureste del raión incluye parte de la periferia occidental de la capital regional Vorónezh.

## Subdivisiones
Comprende 79 localidades. Como consecuencia de una fusión de municipios que tuvo lugar en 2009, se agrupan en solamente quince ayuntamientos, que son la ciudad de Semiluki (la capital), los asentamientos de tipo urbano de Látnaya y Strélitsa y los siguientes doce asentamientos rurales:
- Gubariovo
- Devitsa
- Zemliansk
- Látnoye
- Lósevo
- Medvezhye
- Nízhnyaya Véduga
- Novosílskoye
- Perliovka
- Semiluki (pueblo)
- Stádnitsa
- Stáraya Véduga